# Cosmosoma entella
Cosmosoma entella är en fjärilsart som beskrevs av Druce 1899. Cosmosoma entella ingår i släktet Cosmosoma och familjen björnspinnare. Inga underarter finns listade i Catalogue of Life.